# همه‌پرسی قانون اساسی ارمنستان ۲۰۱۵
همه پرسی قانون اساسی ۲۰۱۵ ارمنستان یک همه پرسی قانون اساسی در ۶ دسامبر ۲۰۱۵ بود که در ارمنستان برگزار شد اصلاحات آن در قانون اساسی ارمنستان با شروع تغییرات در دوره انتخابات ۲۰۱۷–۲۰۱۸ کشور را در مسیری از نظام نیمه‌ریاستی به جمهوری پارلمانی قرار داد، این همه پرسی با حمایت ۶۶ درصدی از طرف رای‌دهندگان به تصویب رسید. مشارکت رای‌دهندگان ۵۱ درصد بود که از آستانه ۳۳ درصدی بازمه برای تأیید نتایج عبور کرد.

## پس زمینه
اصلاحات پیشنهادی پس از تنظیم توسط کمیسیون تخصصی اصلاحات قانون اساسی، در ۲۱ مرداد به شورای ملی ارسال شد. در ۵ اکتبر، مجلس ملی با ۱۰۴ رای موافق، ۱۰ رای مخالف و سه رای ممتنع به این پیشنهادها رای مثبت داد. حزب جمهوری‌خواه ارمنستان، فدراسیون انقلابی ارمنی و ارمنستان مرفه رای مثبت دادند، در حالی که کنگره ملی ارمنی و میراث مخالف این اصلاحات بودند و به خلاف آن رای دادند. همچنین سه رای ممتنع از اعضای دولت قانون به ثبت رسید و دو تن از نمایندگان این حزب به این پیشنهادها رای منفی دادند.

## تغییرات پیشنهادی

### تغییرات در مجلس شورای ملی
در قانون اساسی فعلی ارمنستان مجلس شورای ملی، قوه مجریه را کنترل می‌کند و مسئولیت نظارت بر بودجه را نیز بر عهده دارد. بر اساس این اصلاحات، مجلس ملی ارمنستان به جای ۱۳۱ نماینده، حداقل ۱۰۱ نماینده تشکیل خواهد داد.
علاوه بر این، بر اساس قانون انتخابات، چهار کرسی برای اقلیت‌های قومی اختصاص می‌یابد که هر کدام یک کرسی به ترتیب به روس‌ها، ایزدی‌ها، آشوری‌ها و کردها اختصاص پیدا خواهد کرد. علاوه بر این، از سیستم نمایندگی تناسبی در انتخابات شورای ملی استفاده خواهد شد.
بعلاوه، طبق اصلاحات، شورای ملی می‌تواند با اکثریت آرای کل نمایندگان، قانون عفو را تصویب کند.

### تغییر در انتخاب و انتصاب نخست‌وزیر و وظایف وی
رئیس‌جمهور ارمنستان ظرف سه روز از آغاز دوره نمایندگی مجلس شورای ملی تازه منتخب، نامزدی را که اکثریت پارلمانی به ترتیب مقرر در اصل ۸۹ قانون اساسی معرفی می‌کند، به عنوان نخست‌وزیر منصوب می‌کند. در مدت هفت روز پس از پذیرش استعفای دولت در صورت استعفای نخست‌وزیر یا خالی شدن پست نخست‌وزیری، رئیس شورای ملی بر اساس تقسیم کرسی‌های پارلمان و بر اساس مشورت با فراکسیون‌های پارلمانی، نامزد نخست‌وزیری را که از اعتماد اکثریت نمایندگان مجلس برخوردار باشد، معرفی می‌کند.
مجلس ملی جمهوری ارمنستان با اکثریت آرای کل نمایندگان پارلمان نخست‌وزیر را انتخاب می‌کند. در صورت عدم انتخاب نخست‌وزیر، دور دوم رأی‌گیری هفت روز پس از رأی‌گیری برگزار می‌شود که در آن نامزدهای نخست‌وزیری که از طرف فراکسیون‌ها معرفی شده‌اند می‌توانند شرکت کنند. اگر نخست‌وزیر با اکثریت آراء کل نمایندگان مجلس انتخاب نشود، مجلس شورای ملی به موجب قانون منحل می‌شود.

## مواضع احزاب پارلمانی
بله

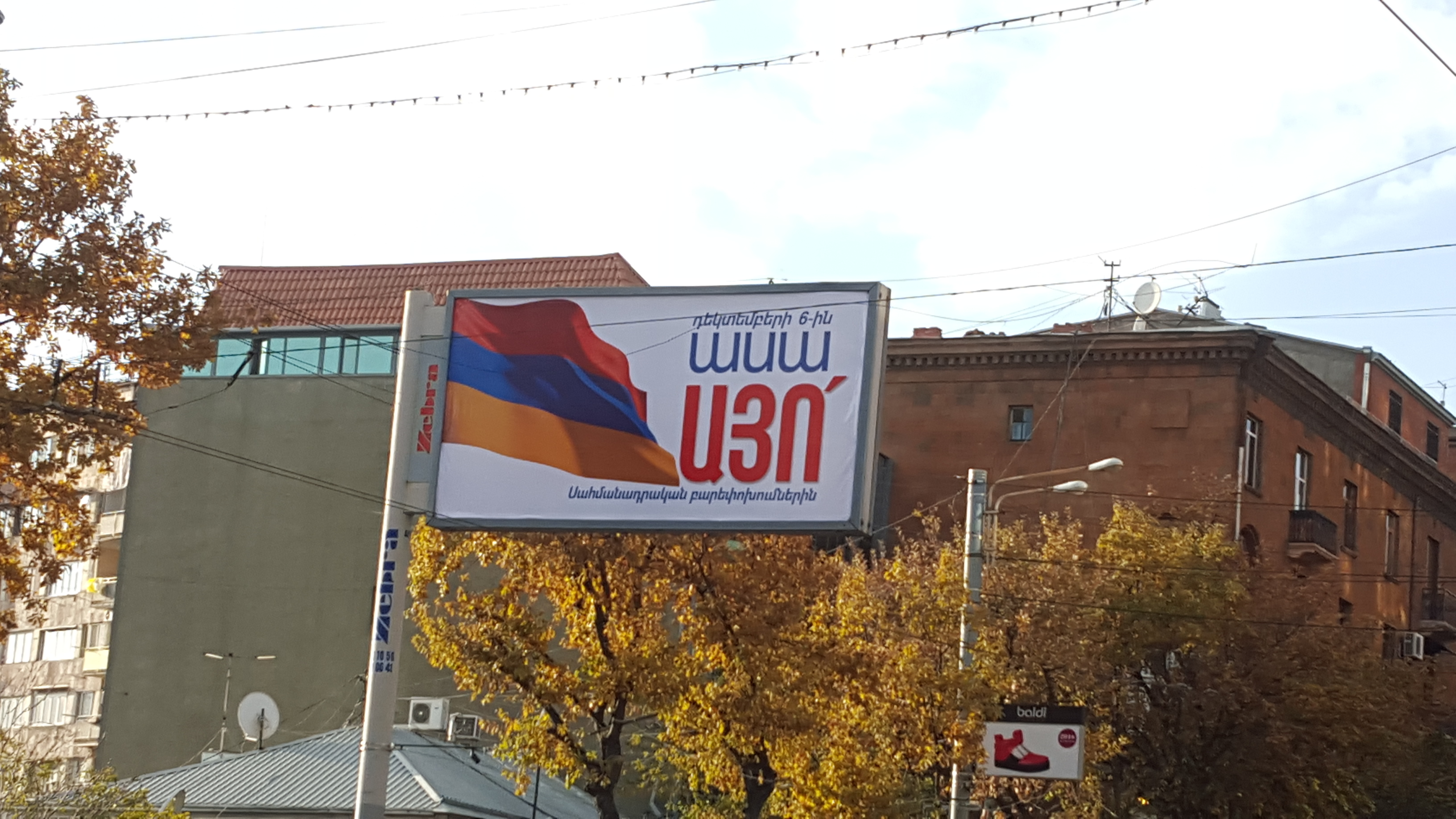
بیلبوردی در خیابان باغرامیان ایروان که از رأی آری حمایت می‌کند

- حزب جمهوری‌خواه ارمنستان (RPA-HHK)
- حزب ارمنستان شکوفا (PAP-BHK)
- فدراسیون انقلابی ارمنی (ARF-Dashnaktsutyun)[۵]

خیر
- کنگره ملی ارمنی (ANC)
- میراث[۶]
- حزب کشور قانونمند[۷]

## واکنش‌ها
زورابیان جلسه روز بعد پارلمان را تحریم کرد و صدها معترض علیه قانون اساسی جدید در ایروان تظاهراتی به راه انداختند. مجمع پارلمانی شورای اروپا اعلام کرد که مشارکت کم مردم به دلیل این است که قانون اساسی جدید به نفع دولت است تا مردم، و آنچه را که به عنوان فقدان بحث عمومی قبل از رای‌گیری می‌دانست، محکوم کرد.

## تجزیه و تحلیل
هرانت میکایلیان، محقق مؤسسه قفقاز، خاطرنشان کرد که همه پرسی به شدت جعل شده است و نتیجه همه پرسی را جعلی دانست.